# Аудио через IP
Аудио через IP (AoIP) — распространение цифрового аудио по IP-сети, такой как Интернет. Все чаще используется для обеспечения высококачественной передачи звука на большие расстояния.
Приложение также известно как передача звука через IP (ACIP) в связи с программным вкладом полевых репортеров и удалёнными событиями. Качество звука и задержка являются основными проблемами для ссылок распространения аудио.
В прошлом эти ссылки использовали службы ISDN, но их стало все труднее или дороже получить в некоторых частях Европы и на других территориях. 28 марта 2013 года Verizon объявил, что больше не будет принимать новые заказы на услуги ISDN на северо-востоке США, начиная с 18 мая того же года. Хотя они все ещё обслуживают существующие активные установки.
Появились многие проприетарные системы для передачи высококачественного звука по IP на основе протокола транспортного уровня (TCP), протокола транспортного уровня для передачи датаграмм (UDP) или протокола транспортного уровня в реальном времени (RTP). В настоящее время существует совместимый стандарт для передачи звука по IP с использованием RTP.
В пределах одного здания или музыкального центра, скорее всего, будет использоваться аудио через Ethernet (AoE), что позволит избежать сжатия аудиоданных и, в некоторых случаях, инкапсуляции IP.

## Технология
Европейский вещательный союз (EBU) вместе со многими производителями оборудования определили общий фреймворк для передачи звука через IP для обеспечения взаимодействия между продуктами. Фреймворк определяет RTP как общий протокол и форматы типа полезных данных носителя в соответствии с определениями IETF. Протокол установления сеанса (SIP) используется в качестве сигнализации для установления и контроля вызова. Рекомендация в настоящее время опубликована как EBU Tech 3326-2007.
Более продвинутые аудиокодеки способны передавать аудио по неуправляемым IP-сетям, таким как Интернет, используя автоматическую буферизацию джиттера, прямая коррекция ошибок и скрытие ошибок, чтобы минимизировать задержки и максимально повысить стабильность потоковой передачи пакетов в ситуациях прямой трансляции по неуправляемым IP-сетям.
В условиях исчерпания IPv4-адресов, IPv6 обеспечивает возможность подключения кодеков к новой интернет-инфраструктуре. IPv6 инфраструктура широко используется для обеспечения практически неисчерпаемого доступа к IP-адресам. IPv6 адресация значительно упрощает широковещательным кодекам прямое соединение друг с другом и выполнение гибких множественных соединений по IP.

## Примеры использования
BBC начала использовать передачу звука через IP в Шотландии в рамках разработки Тихоокеанской Набережной BBC в Глазго. Аналогичная система установлена в регионах Англии и будет установлена в Уэльсе и Северной Ирландии. Аудиопакеты отправляются с помощью UDP по Layer-3 сети BBC. Для уменьшения вероятности повреждения аудиосигнала устанавливается качество обслуживания (QoS) для обеспечения того, чтобы пакетам был присвоен приоритет над другим сетевым трафиком. Используемые платформы WorldNet Осло для многоканального передачи и дистрибуции с Worldcast Horizon развёрнуты в местах выхода стерео.
Передача аудио через IP даже используется для крупных спортивных мероприятий. Более 1000 IP-аудиокодеков Barix были использованы для организации сети различных площадок Игр Содружества 2010 года, проходивших в Индии. Такие кодеки, как Tieline i-Mix G3, использовались с 2004 года на Олимпийских играх для трансляции спортивных трансляций в прямом эфире. Эти кодеки также имеют возможность передавать аудио по беспроводному IP, то есть 3G и Wi-Fi, а также другим аудиопередатчикам, таким как POTS, ISDN, спутниковый и X.21, и использовались на турнирах Кубка мира УЕФА и ФИФА.
Ультрапортативные кодеки audio-over-IP также доступны в качестве приложений для смартфонов для передачи высококачественного звука вещательного качества с удалённых сайтов в студии. Такие приложения, как Report-IT Live для IPhone, могут передавать двунаправленный звук с качеством 15 кГц в режиме реального времени с автоматической буферизацией джиттера, прямым исправлением ошибок и скрытием ошибок. Они также могут отправлять аудиозаписи с качеством 20 кГц с телефона в студию по FTP.
Нью-Джерси Транзит рассылает сообщения своим клиентам, используя оборудование для передачи звука по IP-протоколу, а в современных железнодорожных вагонов для передачи информации о клиентах и обмена сообщениями используется технология IP-аудио.
Передача аудио через IP также используется в научных применениях, таких как станция Neumayer в Антарктике, где IP-аудио кодеры Barix оцифровывают и транслируют весь звуковой спектр, захваченный гидрофонами под водой, в Институт полярных и морских исследований имени Альфреда Вегенера в Германии.